# 任良才
任良才（1459年—？），字廷舉，山西汾州平遙縣人，民籍，明朝政治人物。

## 生平
成化十六年（1480年）庚子科山西鄉試第四十名。成化二十三年（1487年）丁未科會試第三百四十五名，第三甲第二百一十三名進士。任江陰縣知縣，擢高郵州知州。

## 家族
曾祖任晶；祖父任義，曾任知縣；父任惠。母前母張氏；母范氏；繼母冀氏。重庆下。弟任良弼（吏科給事中）。